# ヴォルピャーノ
ヴォルピャーノ（伊: Volpiano）は、イタリア共和国ピエモンテ州トリノ県にある、人口約15,000人の基礎自治体（コムーネ）。

## 地理

### 位置・広がり

#### 隣接コムーネ
隣接するコムーネは以下の通り。
- ブランディッツォ
- キヴァッソ
- レイニ
- ロンバルドーレ
- サン・ベニーニョ・カナヴェーゼ
- セッティモ・トリネーゼ

## スポーツ

### モータースポーツ
レーシングチーム『オゼッラ・スクアドラ・コルセ』が本拠となるファクトリーを置いた。1980年から1990年の11シーズンフォーミュラ1に参戦した。

## 姉妹都市
- カストリ（英語版）、フランス 2010年